# Мейбел
Ме́йбел — остров архипелага Земля Франца-Иосифа. Административно относится к Приморскому району Архангельской области России. Площадь острова около 55 км².

## Расположение
Остров Мейбел расположен в западной части архипелага в 4 километрах к юго-западу от острова Брюса. Отделён от него проливом Бейтса. К юго-западу от острова Мейбел находится небольшой остров Белл. Острова разделены узким, местами до 500 метров, проливом Эйра.

## Описание
Весь остров Мейбел, за исключением его южной оконечности, представляет собой базальтовое плато, покрытое ледяным куполом высотой до 342 м. На севере и юге острова поверхность плато покрыта снежниками и фирновыми полями, на оголённых поверхностях с каменистыми россыпями. Высшая точка острова — скала в 356 м. Вторая по высоте скала — 261 м. Ледник, спускаясь по склонам острова, доходит до моря, образуя ледяные обрывы до 45 м высотой. Южная оконечность острова — каменистая, свободная ото льда равнина, около километра в диаметре.
Остров имеет округлую, чуть вытянутую с севера на юг форму. Самая северная точка острова — мыс Губанова, самая южная — мыс Конрада. Мыс Губанова назван в 1953—1955 гг. в честь машиниста шхуны  «Святая Анна» Владимира Губанова, погибшего в 1914 году вместе с другими членами экспедиции Г. Л. Брусилова.
Назван в честь жены Александра Грэма Белла — Мейбел Хаббард.
Мыс Карандашева назван по фамилии полярного гидрографа Серафима Григорьевича Карандашева (1906—1949).
Мыс Конрада назван в 1953—1955 гг. по фамилии матроса яхты «Св. Анна» Александра Эдуардовича Конрада (?—1940).